# Hlineu Corona
La Hlineu Corona è una struttura geologica della superficie di Venere.